# Кимп (Бістріца-Несеуд)
Кимп (рум. Câmp) — село у повіті Бистриця-Несеуд в Румунії. Входить до складу комуни Урменіш.
Село розташоване на відстані 292 км на північний захід від Бухареста, 40 км на південь від Бистриці, 60 км на схід від Клуж-Напоки.

## Населення
За даними перепису населення 2002 року у селі проживали 150 осіб, усі — румуни. Усі жителі села рідною мовою назвали румунську.